# Clemens Körner
Clemens Körner (* 7. Mai 1959 in Speyer) ist ein deutscher Politiker (CDU).

## Leben und politische Karriere
Körner absolvierte eine Ausbildung im gehobenen Dienst und wurde Diplom-Verwaltungswirt (FH). Anschließend studierte er an der Verwaltungs- und Wirtschaftsakademie in Mannheim. Er arbeitete bei der Kreisverwaltung des Landkreises Ludwigshafen (heute Rhein-Pfalz-Kreis), ehe er 1995 in die Wirtschaft wechselte und als Prokurist tätig war.
Körner trat 1978 in die CDU ein. Bereits seit seiner Kindheit ist er aktives Mitglied der Kolpingfamilie. 1984 wurde Körner in den Gemeinderat von Dudenhofen gewählt, 1989 in den Verbandsgemeinderat der Verbandsgemeinde Dudenhofen und 1999 in den Kreistag des Landkreises Ludwigshafen. 1997 wurde er Ortsbürgermeister von Dudenhofen und zusätzlich 2001 Bürgermeister der Verbandsgemeinde Dudenhofen. 
Bei der Wahl zum Landrat des Rhein-Pfalz-Kreises setzte er sich 2009 in der Stichwahl mit 57 Prozent der Stimmen durch. Am 5. März 2017 wurde Körner mit 68,9 Prozent der Stimmen für weitere acht Jahre im Amt bestätigt; die Wahlbeteiligung lag bei 38,8 Prozent.
Bei der vorgezogenen Landratswahl am 23. Februar 2025 tritt Körner nicht mehr an.
Clemens Körner ist verheiratet und hat zwei Kinder.